# Kiriakos Micotakis
Kiriakos Micotakis (grško: Κυριάκος Μητσοτάκης), grški politik, * 4. marec 1968, Atene.
Micotakis je trenutni predsednik vlade Grčije.

## Mladost
Rodil se je v grškem glavnem mestu Atene. Njegov oče Konstantinos Micotakis je nekdanji grški predsednik vlade. V otroških letih je bila družina večkrat deležna prisile grške vojaške hunte, zato so bili leta 1968 primorani zapustiti državo. S pomočjo takratnega turškega zunanjega ministra İhsana Sabrija Çağlayangila so prebegnili v Turčijo. Kiriakos je bil takrat star eno leto. Kasneje so se za nekaj let preselil v Pariz, v Grčijo pa so se znova vrnili leta 1974, ob normaliziranju razmer.
Kiriakos je leta 1986 diplomiral na kolidžu v Atenah, kasneje pa si na Harvardu pridobil diplomo iz družbenih ved. Leta 1991 je deloval v Londonu, kot finančni analitik v Chase Bank. Med letoma 1992 do 1993 je obiskoval univerzo Stanford, kjer je magistriral iz mednarodne politike. Leta 1995 je na Harvardu pridobil naziv MBA ter deloval v raznih podjetjih in korporacijah v Grčiji in v ostali Evropi. 

## Politika
Leta 2004 je bil na listi stranke Nova demokracija izvoljen za poslanca v grški parlament. 24. junija 2013 je bil Kiriakos Micotakis imenovan na mesto ministra za upravno reformo in e-upravo v vladi premierja Antonisa Samarasa. V tem času je nadaljeval celovite nacionalne reforme z izvajanjem funkcionalne reorganizacije institucij, struktur in procesov v javni upravi ter krčenje javne uprave kot take. Od leta 2015 je postal pomemben člen stranke, zadolžen za izražanje uradnih stališč le-te.
Po neuspehu stranke na parlamentarnih volitvah 2015, je Micotakis napovedal kandidaturo predsednika Nove demokracije. Na to mesto je bil izvoljen 10. januarja 2016 ter za le 4 odstotke prehitel nekdanjega predsednika parlamenta Vangelisa Meimarakisa. Javnomnenjske raziskave so že nekaj tednov po menjavi vodstva stranke zaznale sunkovito rast priljubljenosti; na nekaterih kazalnikih se je Nova demokracija prvič po nekaj letih uvrstila na prvo mesto, pred vladajočo Sirizo. Prvi realen preizkus priljubljenosti so bile Evropske volitve 2019, na katerih je stranka prejela 33 % glasov.

## Predsednik vlade
Na zakonodajnih (parlamentarnih) volitvah leta 2019 je Micotakis s stranko Nova demokracija osvojil skokovito zmago - stranka je dosegla 39,85 % glasov oz. 158 poslanskih mest v grškem parlamentu. V prejšnjem sklicu parlamenta jih je imela le 75. Grški predsednik Prokopis Pavlopulos je 8. julija 2019 sprejel odstop dotedanjega premierja Aleksisa Ciprasa in Micotakisu dodelil mandatarstvo. Istega dne je Micotakis prisegel kot predsednik vlade. Vlada je prisegla dan kasneje, 9. julija 2019.
Na palramentarnih volitvah leta 2023 je Nova demokracija dobila večino glasov, ne pa tudi absolutne večine. Ker večina ni bila oblikovana, je Micotakis pozval k ponovnim predčasnim volitvam. 24. maja je predsednica Sakelaropoulou, kot to zahteva grška ustava, imenoval Ioannisa Sarmasa za vršilca dolžnosti predsednika vlade.
Naslednji mesec je Micotakis svojo stranko znova popeljal do večine na grških zakonodajnih volitvah junija 2023 in ponovno prisegel kot predsednik vlade.

## Zasebno
Poleg tega, da je Micotakis sin nekdanjega grškega premierja Konstantinosa Micotakisa, je bila politično pomembna osebnost tudi njegova sestra Dora Bakoyannis, ki je bila med letoma 2006 in 2009 grška zunanja ministrica. Poročen je z  Marevo Grabowski, finančnico z grškimi, poljskimi in egipčanskimi koreninami. Imata tri otroke: Sophio, Constantina in Daphne.
Je pripadnik grške pravoslavne cerkve.